# Loup Barrow
Loup Barrow est un compositeur et musicien français né le 16 juin 1981 à Paris. Il est l'un des principaux ambassadeurs du Cristal Baschet sur la scène internationale.

## Biographie
Né à Paris, en 1981, il habite à Londres où il suit des cours de violon dès l'âge de cinq ans avec la première violon de l'Orchestre symphonique de Londres. À son retour en France, à l'âge de sept ans, il s'initie à la trompette avec Dave Defries trompettiste de jazz. C'est la batterie qu'il adopte quelques années plus tard encadré par Dave Wickins, batteur de jazz.
Loup se consacre à la batterie dans de nombreux projets avant de se tourner vers des instruments dont les sonorités l’attirent : le dulcimer, les steel pans, le Din Pah et le Mbira chromatique. Il s’initie aux percussions alors qu’il tourne avec ses parents en Afrique du Sud et continue sa formation lors d’un de ses voyages au Maroc avec Mustafa Tuita. En Guadeloupe, il se forme au steel pans avec Guy Louiset. Lors d’un voyage à Venise, il croise le verrillon également appelé harpe de verre. Attiré par ses sonorités cristallines, il se fabrique un instrument qu’il maîtrise et incorpore à de nombreux projets musicaux.
La rencontre, avec cet instrument unique qu’est le Cristal Baschet, a été décisive pour la carrière de Loup. En 2005, il croise la route de Bernard Baschet et de son frère François Baschet, électro acousticiens de génie ayant inventé, au XXe siècle, l’instrumentarium Baschet ainsi que le Cristal Baschet, pièce maîtresse de leur œuvre,.

## Carrière
Loup Barrow a, à son actif, plus de 2000 concerts dans 25 pays,,,,,.
Il mène depuis plus de 20 ans de nombreuses collaborations avec des artistes de renommée internationale : Nadishana,, Manu Delago,, Thomas Bloch,, Didier Lockwood, Yael Naim, Dominique A, Serge Teyssot Gay,, Olivier Mellano, David Kuckerhamann, Pauline Hass, Matthiew Slater, Grégoire Blanc, Ronan Maillard, David Donatien, Constantine Koukias, Sebastien Leon Agneessens, Radek Bond Bednarz, Joss Turndull, Mieko Myazaki, Sidi Larbi Cherkaoui, Alexandre Dai Castaing, Julia Kent, Kader Attou.
Sa collaboration avec le musicien Guo Gan, grand maître du Erhu, le fait voyager de nombreuses fois en Chine où il rencontre un public extrêmement large,,.

## Enregistrements
- 2014 : sortie d'un album avec Guo Gan The Kite, sous le label Felmay Records.
- 2019 : Loup Barrow enregistre l’album Silent Witness en collaboration avec Radek Bond Bednarz et Mieko Miyazaki.
- 2023 : Enregistrement de l'album Immineo (composition et arrangements Loup Barrow) signé par Eternal Music Group / Sonic Ritual, Los Angeles – sortie de l'album prévue en 2024